# Penha de Águia
Penha da Águia ist ein Ort und eine ehemalige Gemeinde (Freguesia) im portugiesischen Kreis Figueira de Castelo Rodrigo. Die Gemeinde hatte 111 Einwohner (Stand 30. Juni 2011).
Am 29. September 2013 wurden die Gemeinden Penha de Águia, Quintã de Pêro Martins, Freixeda do Torrão und Almofala zur neuen Gemeinde União das Freguesias de Freixeda do Torrão, Quintã de Pêro Martins e Penha de Águia zusammengeschlossen.